# Partitura

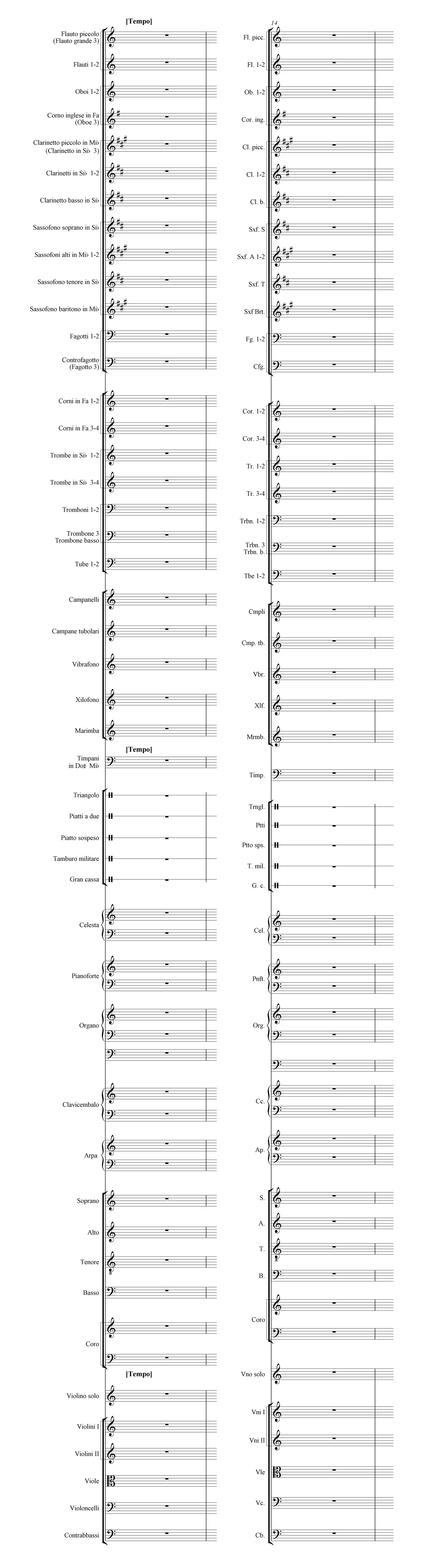
Partitura per orchestra sinfonica

Una partitura (letteralmente ed etimologicamente un insieme di parti) è l'organizzazione grafica di più righe musicali contemporanee, destinata al compositore o al direttore d'orchestra per controllare e gestire con un colpo d'occhio l'intera simultaneità delle parti che contribuiscono all'opera musicale.
Si utilizza la scrittura in partitura, quindi, nella musica d'insieme, da camera, corale, orchestrale e bandistica e perfino nella musica elettronica quando la gestione di una complessa polifonia richiede una notazione scritta.

## Suddivisione in accollature (o sistemi)
La partitura può essere divisa in pentagrammi, quando i pentagrammi concomitanti sono separati tra loro e in accollature (o sistemi), quando degli insiemi di righi sono raggruppati per famiglie strumentali (es. legni, ottoni, percussioni, coro, archi); queste ultime sono indicate graficamente raggruppando più righi con una parentesi quadra iniziale.

A loro volta, le accollature possono essere ulteriormente nidificate sia per indicare che più righi si riferiscono ad un solo strumento (es. pianoforte, arpa, organo, celesta), ed in tal caso sono rappresentate graficamente con un segno di grande parentesi graffa, sia per riunire sottogruppi di strumenti omogenei (es. primo e secondo flauto, oboe e corno inglese, primi e secondi violini); in tal caso si usano indifferentemente accollature a parentesi graffa o quadra, sia alternandole che no (per i primi e secondi violini la convenzione vuole accollature sempre a parentesi graffa).

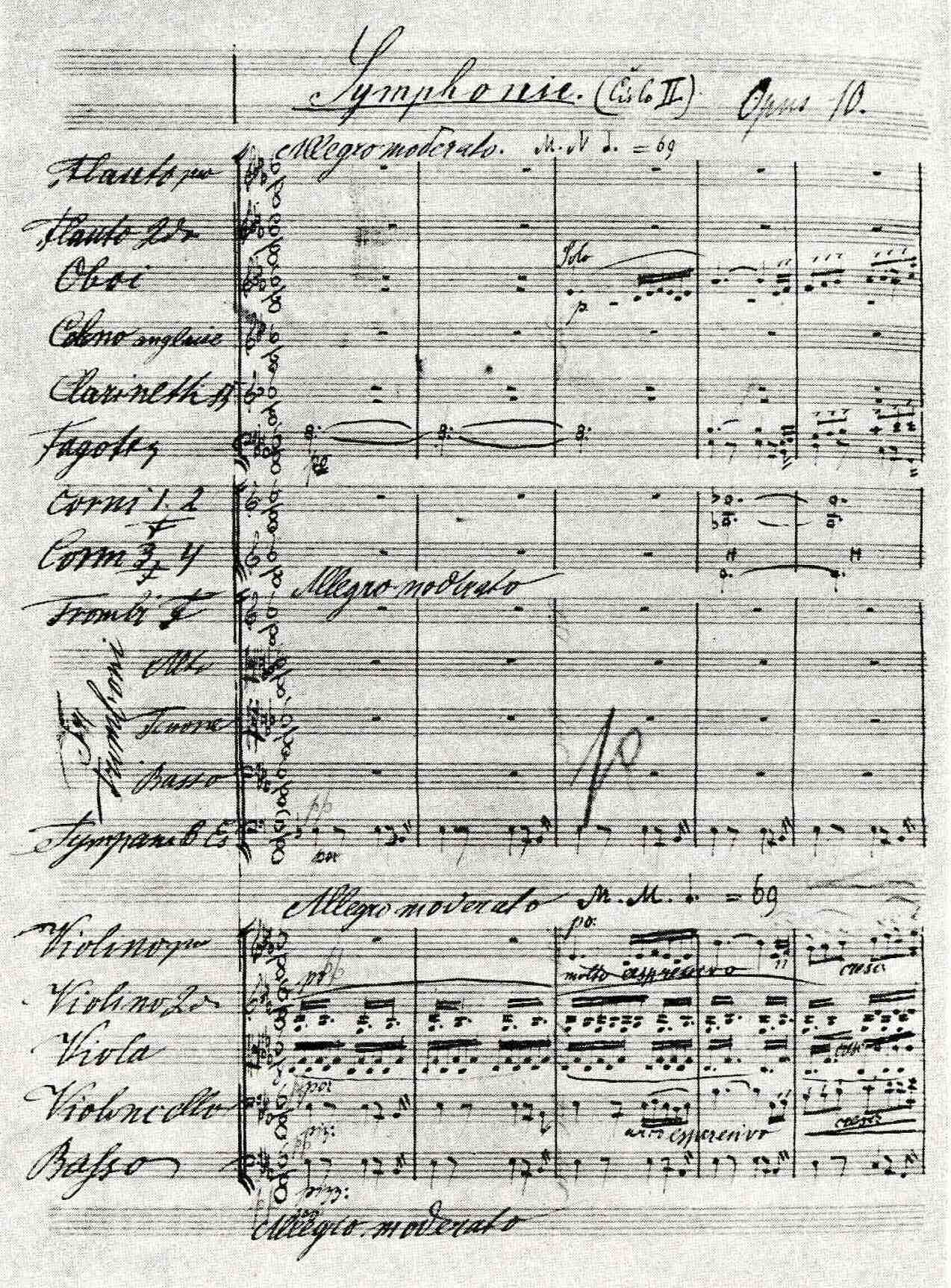
Partitura manoscritta della prima pagina della Sinfonia n. 2 di Antonín Dvořák

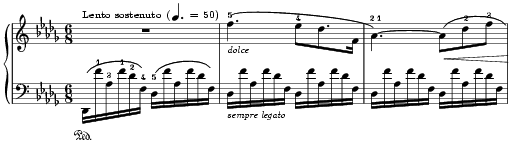
Spartito del Notturno op. 27 n. 2 in Reb maggiore di Fryderyk Chopin per pianoforte

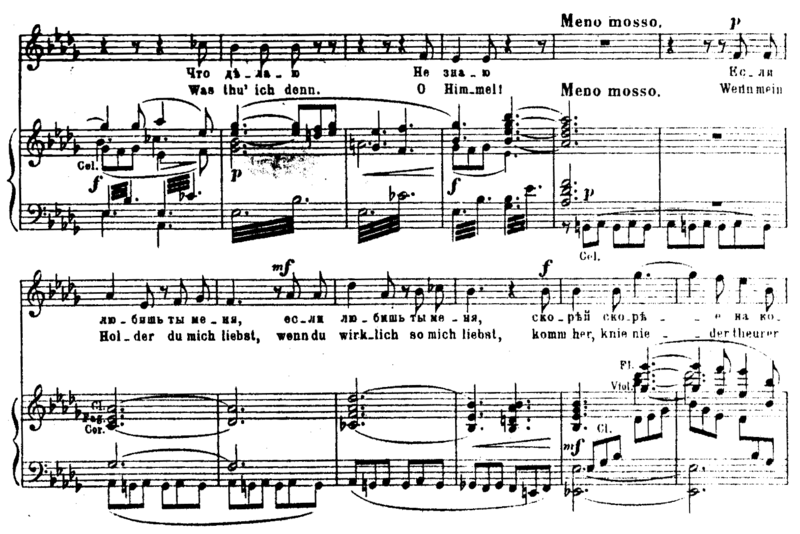
Spartito (riduzione) per canto e pianoforte dal William Ratcliff di Cezar' Antonovič Kjui

Parte del corno dalla Sinfonia n. 1 di Johannes Brahms

## Terminologia
Essendo le parole parte, partitura e spartito usate in maniera imprecisa, riportiamo la terminologia corretta qui appresso.

Le illustrazioni qui riportate aiutano anche a fare chiarezza sulla terminologia.

### Spartito
Per spartito si intendono due concetti leggermente differenti:
1. unità bibliografica (può essere un singolo foglio o un intero volume) di notazione musicale stampata o manoscritta destinata a un singolo esecutore;
2. riduzione (trascrizione) è un riadattamento di una partitura, o di una parte, affinché sia affidata a uno o altri strumenti; per esempio un riadattamento per voci e pianoforte di una composizione originariamente concepita per voci e orchestra. Un altro esempio sono i concerti de l'estro armonico di Antonio Vivaldi per orchestra d'archi, alcuni dei quali trascritti per organo, clavicembalo o per quattro clavicembali e archi da Johann Sebastian Bach.

### Parte
È l'estrazione di una o più linee orizzontali dalla partitura.

Può riferirsi a un singolo strumento (es. parte del corno) o un gruppo di esecutori (es. parte delle percussioni o parte del coro).

Graficamente la parte può presentare accollature sia quando è riferita a un singolo strumento che utilizza una scrittura a più righi (es. pianoforte, arpa, organo, celesta) sia quando si riferisce a un insieme.

La parte, rispetto allo spartito, viene stampata in un formato più grande, per consentire una migliore leggibilità durante le prove, sia perché l'attenzione dell'esecutore è concentrata sul direttore sia perché, nell'opera, l'illuminazione dei leggii è più fioca.

### Rigo
Una singola linea all'interno di una partitura. Non coincide necessariamente con la parte perché alcune parti possono avere più righi (es. l'arpa ha il rigo per la mano destra e quello per la sinistra).

### Particella
Il termine ha due significati:
1. Era pratica comune nella musica barocca e settecentesca estrarre dalla partitura le parti solistiche in aggiunta al basso continuo per consentire ai solisti di provare agevolmente la loro parte;
2. Abbozzo di una composizione su pochi pentagrammi (generalmente due) prima che il compositore proceda all'orchestrazione.

## Ordinamento
Le partiture hanno un ordinamento consuetudinario che porta a dividere gli strumenti in famiglie e a suddividere le famiglie in sezioni.

All'interno di ogni singola famiglia, gli strumenti sono ordinati per tessitura dall'alto verso il basso (per esempio l'ottavino precede il flauto, l'oboe precede il corno inglese).

La partitura d'orchestra generalmente è organizzata secondo la seguente successione:
1. Fiati
  1. Legni (N.B. l'organizzazione consuetudinaria dei legni non ordina per ance semplici e doppie)
    1. Flauti (ottavino o flauto piccolo, flauto soprano in sol, flauto soprano in mi♭, flauto d'amore, flauto contralto, flauto basso, flauto contrabbasso in sol, flauto contrabbasso in do, flauto subcontrabbasso in sol o flauto doppio contralto, flauto subcontrabbasso in do o flauto doppio contrabbasso, flauto iperbasso
    2. Oboi (oboe musette o oboe sopranino in fa, oboe classico o oboe soprano in do, oboe d'amore o oboe d'amour o oboe mezzosoprano in la, corno inglese o oboe tenore in fa o oboe contralto, oboe baritono, heckelfono o heckelphon o oboe baritono in do)
    3. Clarinetti (clarinetto piccolo in la♭ o quartino, clarinetto soprano in do, clarinetto soprano in si♭, clarinetto soprano in la, clarinetto in la discendente al do o Bass Klarinet o clarinetto di bassetto, clarinetto contralto in sol o corno di bassetto in sol, clarinetto contralto in fa o corno di bassetto, clarinetto basso in si ♭ o clarone, clarinetto contra-alto in mi♭ o clarinetto octocontralto)
    4. Sassofoni
    5. Fagotti (fagotto, controfagotto)

  2. Ottoni
    1. Corni (corno singolo in fa acuto o descant horn, corno naturale o corno a mano, corno alpino, corno doppio in si♭ e fa acuto o corno moderno o corno francese, corno triplo in fa, si♭ e fa acuto, corno singolo in si♭, corno doppio in si♭ e mi♭, corno viennese o Wiener Horn o Pumpenhorn, corno singolo in fa, tuba wagneriana o tuba di Wagner)
    2. Trombe (chiarina o clarina o chiarino o clarino o Aida-Trompete, trombino (trombìno) o tromba piccola o piccolo trumpet, tromba naturale in mi♭ o chiarina naturale in mi♭, tromba in mi♭, tromba naturale in re o chiarina naturale in re, tromba in re, tromba naturale in do o chiarina naturale in do, tromba in do, tromba naturale in si♭ o chiarina naturale in si♭, tromba in si♭, tromba bassa in mi♭ o tromba bassa in mi♭, tromba bassa in do o tromba bassa in do, tromba bassa in si♭ o tromba bassa in si♭)
    3. Sassocorni
    4. Tromboni (Trombone tenore, trombone basso)
    5. Tube (Tuba bassa, Tuba contrabbassa)
2. Percussioni
  1. Strumenti a suono indeterminato, spesso con rigo a una sola linea (tamburi, triangolo, maracas, ecc.)
  2. Strumento a suono determinato (glockenspiel, xilofono, vibrafono, marimba, campane tubolari)
  3. Timpani
3. Altri strumenti
  1. Arpa
  2. Tastiere (Pianoforte, Celesta, Organo, Clavicembalo)
  3. Onde Martenot
  4. Mandolino
  5. Chitarra
4. Cori
5. Solisti (sia vocali che strumentali)
6. Archi
  1. Violini (primi e secondi)
  2. Viole
  3. Violoncelli
  4. Contrabbassi

## Tipologia
Esistono differenti tipi di partitura:
1. La partitura direttoriale. È di grandi dimensioni per poter essere letta agevolmente con la 'coda dell'occhio' durante l'esecuzione, visto che il direttore utilizza lo sguardo principalmente per comunicare con gli esecutori.
2. La partitura da studio o tascabile o partiturina. È piccola (di solito stampata in ottavo o in sedicesimo), generalmente economica e permette lo studio e l'analisi di un testo musicale.
3. La partitura a sezioni. A volte è necessario estrarre una intera sezione da una partitura, generalmente per comodità durante le prove, come per esempio la partitura della banda interna nell'opera ottocentesca.